# Clootcransbewijs

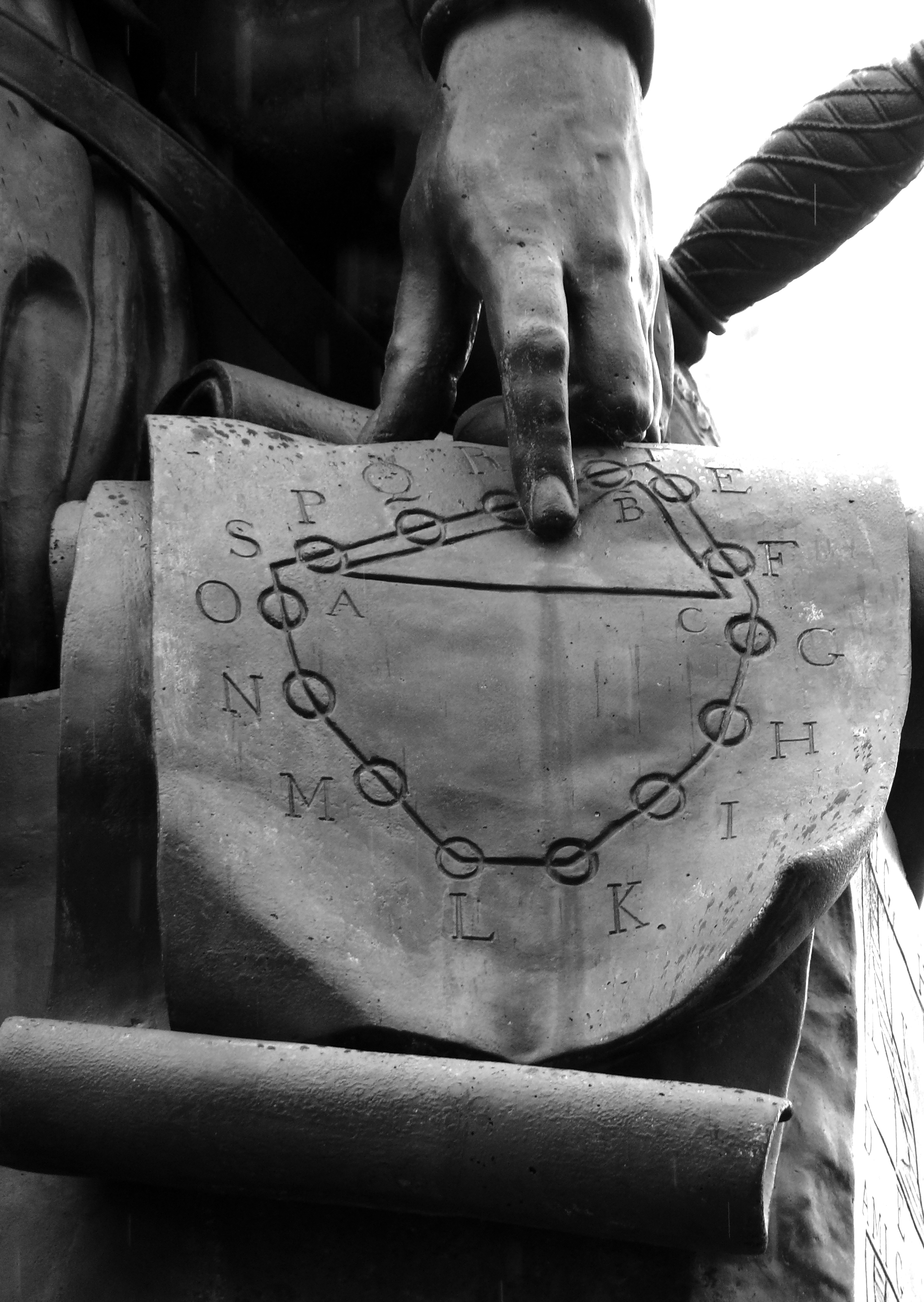
Detail van het standbeeld van Simon Stevin, door Louis Eugène Simonis (1811-1893) op het Simon Stevinplein te Brugge.

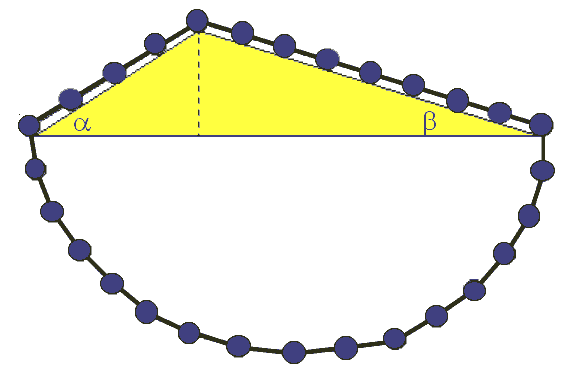
Schematische voorstelling van het clootcransbewijs.

Het clootcransbewijs van Simon Stevin is een gedachte-experiment dat hij gebruikte om te laten zien hoe krachten werken op voorwerpen op een helling. Stevin gebruikt in zijn bewijs een paar heel krachtige technieken:
- het voorstellingsvermogen en de praktische ervaring van zijn publiek; het "gezonde verstand" wordt aangesproken;
- het bewijs uit het ongerijmde.

Stevin was zelf nogal ingenomen met dit sprekende en eenvoudige bewijs. Hij gebruikte de afbeelding van de 'clootcrans' (kralensnoer, cloot = kogel, bol) als een soort persoonlijk embleem en op de titelpagina van zijn boek De Beghinselen der Weeghconst.
De stelling luidt: 
Twee voorwerpen op hellende vlakken houden elkaar in evenwicht als hun gewichten zich verhouden als de lengte van de vlakken.
De hellende vlakken worden voorgesteld door een driehoek met ongelijke hoeken {\displaystyle \alpha } en {\displaystyle \beta } met het horizontale vlak. Een kralensnoer met gelijke kralen op gelijke afstanden en gewichtloos koord hangt om deze driehoek. Verondersteld wordt dat alles wrijvingsloos kan bewegen.
Het bewijs gaat als volgt:
- Het aantal kralen op de linkerhelling is kleiner dan dat op de rechterhelling.
- Als de krachten zich NIET verhouden als de lengten van de hellingen, is de kralenketting niet in evenwicht.
- Het kralensnoer zal gaan bewegen, ófwel linksom, ófwel rechtsom. "De cloten sullen uyt haer selven een eeuwich roersel maken, 't welck valsch is".
- Dit zou een perpetuum mobile betekenen, wat onmogelijk is.

Stevin gaat ervan uit dat iedereen inziet dat zo'n perpetuum mobile niet kán bestaan. De enige overblijvende mogelijkheid is dus dat de volgende stelling juist is: de effectieve krachten van de kralen op de hellingen moeten zich verhouden als de lengte van de (tegenoverliggende) hellingen.
Onze moderne aanpak bevestigt deze conclusie.
In bijgaande tekening liggen er vier kralen op de linkerhelling, en acht op de rechterhelling. De krachtcomponent langs de helling gelijk aan de zwaartekracht × sin(hellingshoek) oftewel:
{\displaystyle F_{//}=m\,g\,\sin({\text{hellingshoek}})}
Dus moet {\displaystyle \sin \alpha } twee keer zo groot zijn als {\displaystyle \sin \beta } en dat klopt als de linkerhelling half zo lang is als de rechterhelling en dat is zo. 
De beide krachten langs de hellingen links en rechts vanaf de top zijn inderdaad in evenwicht:
{\displaystyle \sin \alpha =2\,\sin \beta }
{\displaystyle F_{//,{\text{links}}}=4\,m\,g\,\sin \alpha =F_{//,{\text{rechts}}}=8\,m\,g\,\sin \beta }
met
{\displaystyle F_{//,{\text{links}}}} de kracht (in Newton) langs de helling gericht
{\displaystyle m} de massa van een kraal (in kg)
{\displaystyle g} de zwaartekrachtsversnelling (in ms−2)